# Amber Marshall (quần vợt)
Amber Marshall (sinh ngày 19 tháng 7 năm 2001) là vận động viên quần vợt chuyên nghiệp người Úc.
Marshall có thứ hạng cao nhất trên bảng xếp hạng WTA ở nội dung đơn là thứ 773, đạt được vào ngày 20 tháng 1 năm 2020. Cô cũng có vị trí thứ 465, thứ hạng cao nhất trên bảng xếp hạng WTA nội dung đơn, đạt được vào ngày 18 tháng 11 năm 2019. Marshall đã từng dành 1 chức vô địch ITF nội dung đơn.
Cô ấy đã có lần ra mắt ở trận hòa tại Grand Slam sau khi giành chiến thắng trong Vòng loại trực tiếp ký tự đại diện đôi nữ Úc Mở rộng 2020, cấp cho cô ấy một suất đặc cách để tham dự nội dung đôi nữ cùng với người đánh cặp Alexandra Bozovic.

## Chung kết ITF

### Đôi (1–1)
| $100,000 tournaments |
| $75,000 tournaments  |
| $60,000 tournaments  |
| $25,000 tournaments  |
| $15,000 tournaments  |

| Kết quả | Số thứ tự | Ngày                | Giải đấu       | Mặt sân | Người đánh cặp   | Đối thủ                                    | Tỷ số    |
| ------- | --------- | ------------------- | -------------- | ------- | ---------------- | ------------------------------------------ | -------- |
| Á quân  | 1.        | 6 tháng 2 năm 2019  | Playford, Úc   | Cứng    | Lulu Sun         | Giulia Gatto-Monticone Anastasia Grymalska | 2–6, 3–6 |
| Vô địch | 2.        | 16 tháng 2 năm 2019 | Port Pirie, Úc | Cứng    | Valentina Ivanov | Patricia Böntgen Lisa Mays                 | 7–5, 6–2 |